# 武田国久
武田 国久（たけだ くにひさ、1929年3月26日 - 2001年9月21日）は、日本の俳優、声優。東京放送劇団4期生。明治学院大学卒業。

## 出演作品

### テレビアニメ
- レインボー戦隊ロビン（デビル3号）

### 劇場アニメ
- 西遊記（釈迦如来[3]）
- ひょっこりひょうたん島（ブル元帥[3]）

### 人形劇・影絵
- 玉藻前（関白忠通）
- サロメ（侍童）
- テレビ天助（語り手）
- 日本人チンライ（語り手）
- 宇宙船シリカ（ごもっとも）
- ひょっこりひょうたん島（ブル元帥 <2代目>）
- だいくとおにろく
- 万寿姫（家来）
- 国性爺合戦 近松門左衛門

### ラジオ
- 天の川（1952年、NHK） - 豊[4]
- 蛙と花嫁（1953年、NHK） - 下役[5]
- 風の輪（1953年、NHK） - 児玉[5]
- 炎の女（1981年、NHK） - 徳山有声[6]、ヘルメル[6]、評論家[6]

### 舞台
- 虹の断片（1966年、東京放送劇団） - 久保田教諭[7]

### その他コンテンツ
- 日本の蒸気機関車100年史（1972年、ビクター） - ナレーション[8] - 4作品